# Badische Luftverkehrs-GmbH
Die Badische Luftverkehrs-GmbH (BALUG) war eine kurzlebige, 1919 gegründete Fluggesellschaft, die 1920/21 eine Luftpostlinie von Frankfurt über Karlsruhe nach Lörrach sowie Passagierflüge über dem Schwarzwald und dem Rheintal durchführte, dann jedoch auf Grund der Bestimmungen des Versailler Vertrags ihren Betrieb einstellen musste.

## Geschichte

### Gründung
Nach dem Ende des Ersten Weltkriegs suchten viele der jungen deutschen Jagdflieger, deren einzige Ausbildung im Fliegen bestanden hatte, eine weitere Betätigung als Piloten; viele hatten auch ihre Flugzeuge „gerettet“. Um Leute wie sie wurde bald eine Anzahl kleiner Fluggesellschaften gebildet, die sich im Post- und Passagierverkehr eine Zukunft erhofften. Im Badischen waren dies u. a. die beiden Weltkriegs-Asse Ernst von Althaus und Hermann Frommherz. Althaus gehörte zu den Vorstandsmitgliedern der 1919 in Baden-Oos gegründeten BALUG, die 1920 eine Luftpostlinie von Frankfurt über Mannheim-Sandhofen und Karlsruhe in die Schweiz einrichten wollte. Da ein Überfliegen der Schweizer Grenze aus vertraglichen Gründen nicht erlaubt war, erwählte man als südlichen Endpunkt der Linie eine Stelle bei Tumringen, heute Stadtteil von Lörrach, wo auf einer von der Gemeinde gepachteten Wiese der Flugplatz Lörrach eingerichtet wurde. Hermann Frommherz wurde Flugplatzleiter und einer der Piloten.

### Flugbetrieb
Der erste Probeflug fand am 10. Juli 1920 statt. Ein Doppeldecker des Typs DFW C.V, mit dem Kennzeichen D-87, postgelbem Rumpf und unten blau, oben weiß gestrichenen Tragflächen, brachte die erste Post nach Lörrach, die der Tumringer Postverwalter zur Weiterleitung nach Basel in Empfang nahm. Nachdem die Linie behördlich genehmigt worden war, wurde die Luftpostlinie Frankfurt-Mannheim-Karlsruhe-Lörrach am 11. November 1920 eröffnet. Neben den Postflügen warb die BALUG auch mit Passagierflügen über dem Schwarzwald und dem Rheintal.
Die Postflüge mussten jedoch bereits im Januar 1921 wieder aufgegeben werden. Schon der starke Nebel in den Herbst- und Wintermonaten und die Unzulänglichkeiten der Flugzeuge machten einen Flugbetrieb an manchen Tagen unmöglich. Obwohl bald ein Flugzeug in Lörrach stationiert wurde, um bei gutem Wetter vor Ort wenigstens nach Karlsruhe starten zu können, und die Stadt Lörrach bereits im November 1920 beschloss, zur Stationierung, Wartung und Reparatur der Flugzeuge eine hölzerne Flugzeughalle im Grütt zu bauen, konnten die Kinderkrankheiten der Linie nie wirklich überwunden werden. Das endgültige Aus der Postflüge kam am 3. Januar 1921 mit dem Verbot durch die im April 1920 geschaffene Interalliierte Luftfahrt-Überwachungs-Kommission (ILÜK), da die Flüge innerhalb der „Neutralen Zone“ im Grenzgebiet stattfanden. Danach wurden nur noch Passagierflüge, mit Althaus und Frommherz als Piloten durchgeführt, wobei zumeist Schweizer die Gelegenheit zu billigen Passagierflügen nutzten.

### Ende
Als dann die Siegermächte auf Grund des Versailler Vertrags im Juli 1921 die Stilllegung des Flugplatzes und die Zerstörung der Flugzeuge anordneten, musste auch dies beendet werden. Obwohl zuvor freigegeben und mit LFR-B-Zulassung versehen, mussten auf Anweisung der Interalliierte Luftfahrt-Überwachungs-Kommission (ILÜK) alle Flugzeuge der BALUG zerstört werden. Vier Maschinen vom Typ DFW C.V (die Flugzeuge D-67, D-68, D-87 und D-96) wurden mit Vorschlaghämmern zertrümmert. Zuvor stiegen Frommherz und zwei weitere Piloten am 8. Juli 1921 noch einmal zu einem letzten Flug über Lörrach auf, mit schwarzen Trauerwimpeln an den Tragflächen. Die ILÜK bemerkte in ihrem Abschlussbericht, bei der Vernichtung der Flugzeuge habe eine mock funeral ceremony (Scheinbestattungsfeier) stattgefunden, begleitet von Schmähreden gegen die Entente.
Am 9. Juli erschien in der Lörracher Zeitung folgende Anzeige:
BALUG.
Da auf Veranlassung der Entente gestern unsere Flugzeuge zerstört wurden,
finden vorerst Flüge nicht mehr statt.
Sonntag Nachmittag 4 Uhr
Besichtigung der zerstörten Flugzeuge.
Eintrittsgeld 2 Mark. Der Erlös ist für wohltätige Zwecke.
Badische Luftverkehrs-Gesellschaft.
Die BALUG ging bald darauf in Liquidation.
Die spätere Badische Luftverkehr AG war eine Neugründung des Jahres 1924.